# Svend Hvidtfelt Nielsen
Svend Hvidtfelt Nielsen (født 7. marts 1958) er en dansk komponist, organist og musikforsker. Han er bror til sprogteoretikeren Karsten Hvidtfelt Nielsen.
Tog efter studier hos bl.a. Finn Viderø og Jens E. Christensen Kirkemusikalsk Diplomeksamen fra Det Kongelige Danske Musikkonservatorium som privatist 1985. Tog Diplomeksamen i komposition sammesteds 1988 (ved Yngve Jan Trede, Ib Nørholm og Hans Abrahamsen) og derefter Solisteksamen i komposition fra Det Jyske Musikkonservatorium (ved Per Nørgård og Karl Aage Rasmussen). Blev cand.mag. i musik og filosofi fra Københavns Universitet 1994.
Svend Hvidtfelt Nielsen har været organist i Brorsons Kirke (1982-85) og i Solvang Kirke (1985-91). Er organist i Mariendal Kirke (1991-).
Svend Hvidtfelt Nielsen har undervist i teori og komposition ved Det Fynske Musikkonservatorium 1989-1999. Har siden 1998 undervist i teori og analyse ved Københavns Universitet, fra 2003 som studielektor.
Har udøvet organisatorisk virke som medlem af Ung Nordisk Musik (UNM)'s bestyrelse 1983-87, Danske Unge Tonekunstnere (DUT)'s bestyrelse 1986-1990 og Dansk Komponistforenings bestyrelse 1990-2001, de sidste to år som næstformand.
Initierede SNYK, genreorganisationen for ny kompositionsmusik og anden eksperimenterende musik i Danmark og var formand for bestyrelsen 2000-2002. 
Medlem af bestyrelsen for det, der tidligere hed Samfundet Til Udgivelse Af Dansk Musik, men nu hedder Edition-S, fra 2006. Fra 2010 som formand for bestyrelsen.
Medlem af Statens Musikråd 1995-99 og medlem af Statens Kunstfond's udvalg for klassisk tonekunst 2002-2005.
Svend Hvidtfelt Nielsen har skrevet en række artikler om musikteori samt bogen Virkeligheden fortæller mig altid flere historier: om Per Nørgårds verdenssyn og musik. 